# Volo Japan Airlines 472 (1977)
Il volo Japan Airlines 472 fu un dirottamento aereo effettuato dall'Armata Rossa giapponese (JRA) il 28 settembre 1977.

## L'incidente
Il Douglas DC-8, in rotta da Parigi a Tokyo con 156 persone a bordo, fece scalo a Mumbai (all'epoca ancora nota come Bombay) in India. Poco dopo il decollo da Bombay, cinque membri armati della JRA, guidati da Osamu Maruoka, dirottarono l'aereo portandolo a Dhaka, in Bangladesh. Lì i dirottatori presero in ostaggio i passeggeri e l'equipaggio, chiedendo 6 milioni di dollari e il rilascio di nove membri della JRA imprigionati.
Il 1º ottobre il primo ministro Takeo Fukuda annunciò che il governo giapponese avrebbe accettato le richieste dei dirottatori, in base al principio che "la vita di una singola persona supera la terra". In seguito rilasciarono sei membri della JRA tenuti in prigione.
Un volo charter della Japan Airlines portò il denaro e i sei terroristi liberati a Dhaka, dove lo scambio ebbe luogo il 2 ottobre. I dirottatori rilasciarono 118 passeggeri e membri dell'equipaggio. Il 3 ottobre volarono fino a Kuwait City e a Damasco, dove liberarono altri undici ostaggi. Infine l'aereo venne portato in Algeria, dove fu sequestrato dalle autorità e liberati i restanti ostaggi.

## Conseguenze
L'incidente mise in contrasto l'approccio dell'Europa e degli Stati Uniti di non negoziare con i terroristi a quello del Giappone di assecondare i terroristi, quando necessario. Poco dopo l'incidente, l'agenzia nazionale di polizia giapponese istituì una squadra d'assalto speciale per affrontare i futuri atti di terrorismo. Molti dei terroristi della JRA coinvolti nel dirottamento devono ancora essere arrestati e la loro attuale ubicazione è sconosciuta.
Osamu Maruoka, che nel 1973 guidò anche il dirottamento del volo Japan Air Lines 404, fuggì e rimase latitante fino al 1987, quando fu arrestato a Tokyo dopo essere rientrato in Giappone con un passaporto falso. Condannato all'ergastolo, morì in carcere il 29 maggio 2011. Anche un altro dei dirottatori, Jun Nishikawa, ritornò in Giappone, venendo arrestato, processato e condannato all'ergastolo.